# Terrassa de la Massana
La Terrassa de la Massana és un jaciment arqueològic al municipi de Font-rubí, (Alt Penedès), inclòs a l'Inventari del Patrimoni Arqueològic i Paleontològic de Catalunya.
Es tracta d'un jaciment del Paleolític mitjà, que comporta des del 90.000 fins al 33.000 ane. Es tracta d'un taller de sílex que va utilitzar la tècnica de talla lítica mosteriana. Entre les vinyes s'escampa una superfície en la que es van trobar restes de sílex treballat de color gris-blavós i alguna peça de quars. El jaciment es torna a ocupar durant l'Epipaleolític. L'assentament no ha sigut excavat, sinó que va ser descobert segurament gràcies als treballs agrícoles de la zona. Es va dur a terme una prospecció en 1957 a mans de P. Giró i Romeu, Delegat Local de la "Comisaría General de Excavaciones Arqueológicas". Les troballes principals foren una rascadora denticulada transversal, tres fragments de nucli i peces reutilitzades com un burí i un gratador.
El Museu de Vilafranca del Penedès conserva materials procedents d'aquest jaciment.